# Partito della Missione
Il Partito della Missione (in armeno Առաքելություն կուսակցություն?) è stato un partito politico armeno fondato il 2 febbraio 2013. Nell'agosto 2021, il partito ha annunciato la sua decisione di fondersi con il partito Nazione del Vivere.
Il partito ha debuttato alle elezioni del Consiglio comunale di Erevan del 2013, dove il partito è arrivato all'ultimo posto con meno dell'1% dei voti.
Alle elezioni parlamentari armene del 2017, il partito ha partecipato come parte dell'Alleanza Tsarukyan.
Nelle elezioni del consiglio comunale di Erevan del 2018, il partito si è unito a Contratto Civile e ha formato la Alleanza Il mio passo che ha vinto le elezioni, e il loro candidato Hayk Marutyan è diventato sindaco di Erevan.
L'Alleanza "Il mio passo" ha preso parte alle elezioni parlamentari armene del 2018, e ha ottenuto la maggioranza assoluta dei seggi all'interno dell'Assemblea nazionale.

## Ideologia
Durante la formazione del partito, i leader hanno chiarito che il partito non sarebbe stato esplicitamente filo-russo o filo-occidentale, ma che piuttosto si sarebbe concentrato sulla difesa dei valori di libertà e democrazia in Armenia.

## Risultati elettorali
| Elezione          | Voti    | %     | Seggi    |
| ----------------- | ------- | ----- | -------- |
| Parlamentari 2017 | 428.836 | 27,36 | 31 / 105 |
| Parlamentari 2018 | 884.456 | 70,43 | 88 / 132 |